# 토요타 마크 X ZiO
토요타 마크 X ZiO(Toyota Mark X ZiO)는 일본의 자동차 제조사인 토요타가 생산·판매했던 중형 MPV다. 차명에 들어간 ZiO는 영어로 "한 차량에 여러 공간이 있다."를 의미하는 'Zone in One'의 약자다.

## 개요

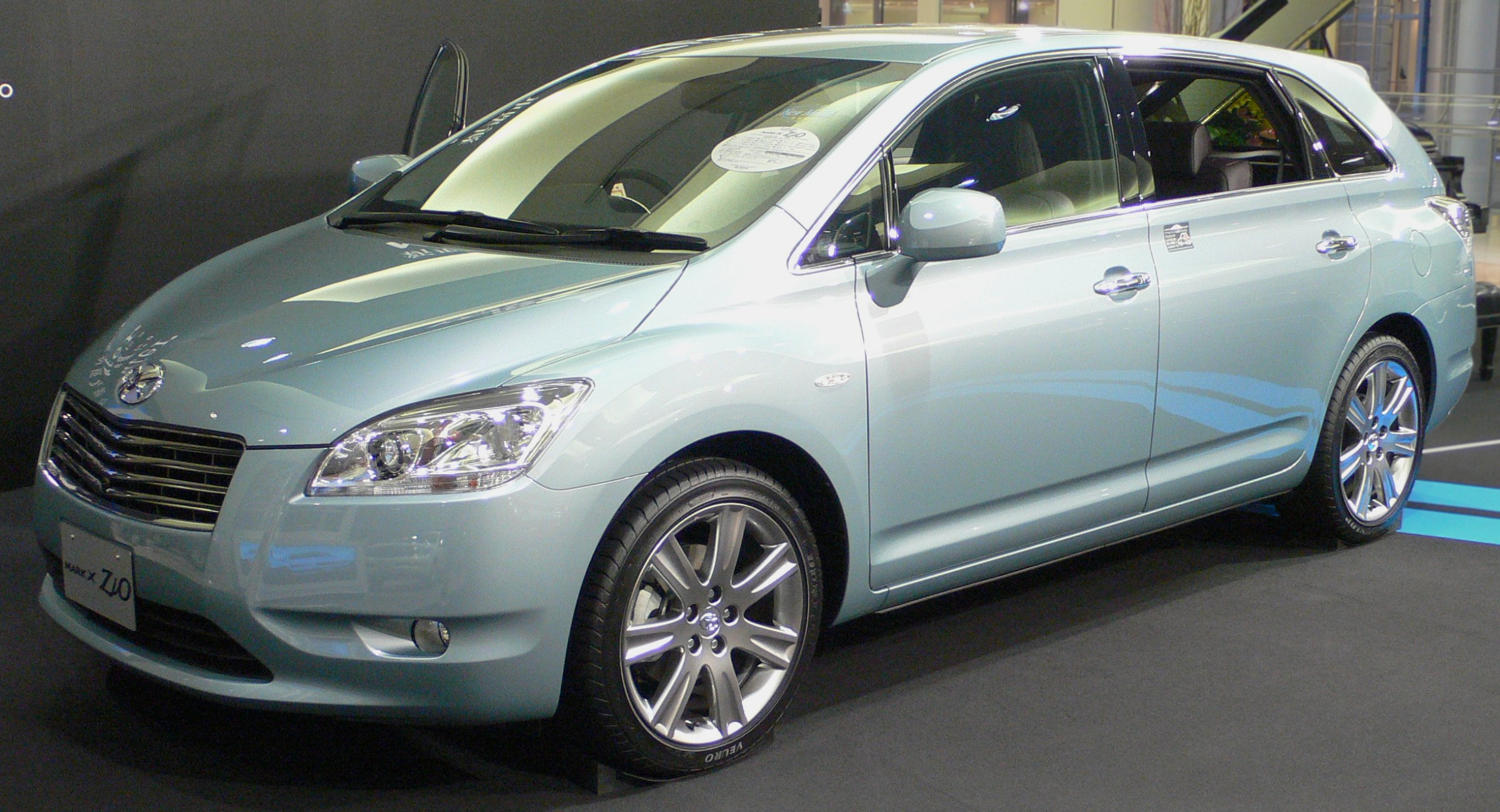
토요타 마크 X ZiO(전기형) 정측면

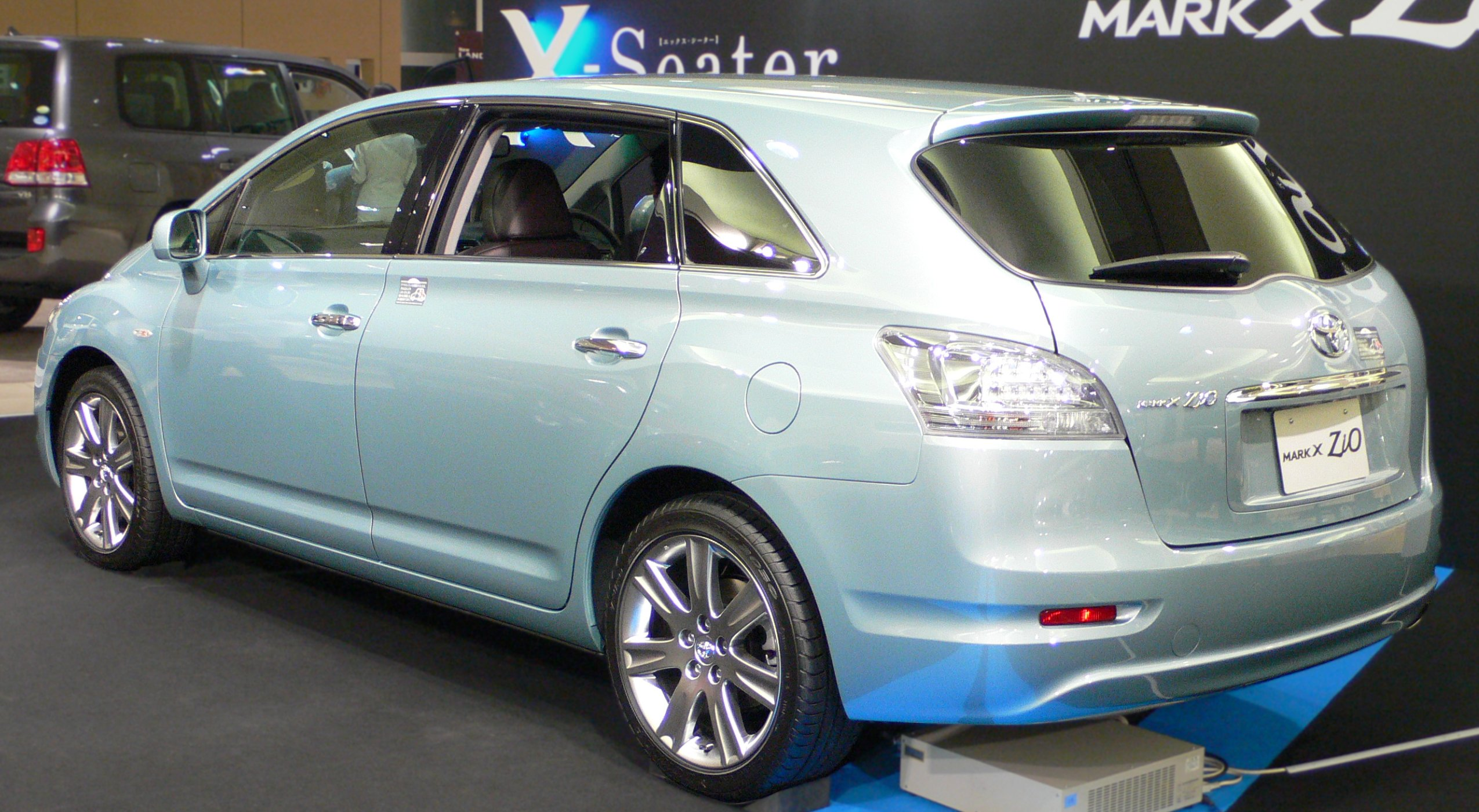
토요타 마크 X ZiO(전기형) 후측면

2005년 10월 21일부터 11월 6일까진 열린 제 39회 도쿄 모터쇼를 통해 공개된 FSC의 양산형으로, 2007년 9월 26일에 마크 II 블리트를 대체하는 후속 차종으로 출시되었다. 일본 내수용 차종이며, 오로지 토요페트 대리점에서만 판매되었다. 차체는 미니밴과 스테이션 왜건의 중간 형태이지만 당초 토요타 공식 사이트에 따르면 초반에 새로운 컨셉으로 취급했다. 이후 왜건으로 취급하긴 했으나 미니밴으로 취급한 적은 없었다.
마크 X처럼 브랜드와 X 마크를 상징하는 엠블럼이 적용되었긴 했으나, 후륜 또는 4륜구동 고급 중형 세단인 마크 X와는 달리 MC 플랫폼을 채용한 전륜구동 차량이며, 실내외 디자인과 엔진 라인업도 완전히 달랐기 때문에 3넘버 차체와 이름만 공유한다는 점을 제외하면 전혀 연관성이 없다.
판매 당시에 토요페트 대리점에서 취급된 동급 차종인 입섬이 있었음에도 불구하고, 따로 라인업 정리 없이 2009년 말까지 계속 판매되었다.
'4+Free'라는 콘셉트에 걸맞게 독립 4개 좌석+세단 모드/왜건 모드/미니밴 모드로 총 3가지의 시트 배열이 가능했다. 3열 시트가 있는 차량도 있었지만 어디까지나 비상용으로 만들어진 것으로, 평소에 쓸 일이 없을 때는 토너 커버로 덮어 가릴 수 있었다. 전륜구동과 4륜구동을 선택할 수 있었지만, 4륜구동은 2.4L 모델만 적용됐다.
출시 후 판매 초반에는 월 판매 목표량 4,000대를 넘는 약 5,117대를 판매했는데, 한 달 후 4,198대로 줄었고 출시 3개월 후 1,649대를 기록하는 등 계속해서 판매가 조금씩 부진해 갔다. 이는 당시 경쟁 차량이였던 혼다 오딧세이도 이러한 현상을 겪었다.
2008년 8월 18일, 240F 및 240G를 기반으로 전면 그릴, 프로젝터식 방전 전조등, 콤비네이션 후미등, 전·후면부 엠블럼 등에 블랙 펄장식이 적용됐고, 도어 미러 일체형 사이드 턴 램프와 스티어링 오디오 스위치를 적용해 활용성과 안전성을 향상하면서 차체 색상은 '라이트 블루 미카 메탈릭'을 포함한 4가지 색이 적용된 플랙 펄 리미티드가 출시되었다. 또한 240G 사양에 7인승이 추가되었다.
2009년 2월 16일, 전용 에어로 파츠 및 블랙 시트를 적용해 역동성을 강조한 에어리얼(AERIAL) 트림이 출시되었다. 기존 블랙 펄 리미티드 사양으로 장착됐던 사이드미러에 달린 방향지시등과 스티어링 오디오 스위치가 기본적으로 새롭게 장착됐고, 새로운 차체 색상으로 '라이트 블루 미카 메탈릭' 색상이 추가되었다. 같은 해 12월 16일에는 2.4L 4륜구동 사양의 엔진, 변속기, 알터네이터의 제어 시스템의 개선이 이루어져 연비가 향상되면서 '2010년도 연비 기준 + 15%'를 달성하였으며, 2.4L 전륜구동 사양과 함께 '환경 대응 차량 보급 촉진 세제' 기준 대상에 충족했다. 동시에 특별 사양인 240 E-셀렉션(240 E-Selection)과 에어리얼 V-셀렉션(AERIAL V-Selection) 트림이 추가되었다. 240 E-셀렉션은 기본 사양인 '240'을 기반으로 16인치 알루미늄 휠, 가죽 4스포크 스티어링 휠 등을 더해 블랙 전용 시트 등을 탑재해 보다 높은 질이 특징이었다. 에어리얼 V-셀렉션은 에어리얼 트림을 기반으로 가죽 및 전용 은색 장식 변속기 레버 및 노브, 전용 계기판 및 도어 스위치 등을 적용했으며, 타이어 휠의 사이즈를 18인치에서 16인치로 축소(전륜구동 사양만 해당)했다. 또한 기본 사양보다 가격이 조금 싼 것이 특징이다.
2010년 7월 28일, 5인승 사양인 240 파이브 스타일(240 Five Style)이 추가되었는데, 이 트림은 3열 시트를 제거하고 러기지 트레이로 변경함과 동시에 바닥 밑의 데크 박스 수납 기능을 적용해 왜건 차량의 편리성을 향상했다. 또한 기존 '240' 사양에 비해 9만엔(원화가치 약 95만원) 싼 가격으로 설정된 염가형이다. 2.4L 전륜구동 사양은 엔진, 변속기 등 제어 시스템의 개량이 이루어지면서 연비가 향상되어 2010년도 연비 기준+25% 수치를 달성함에 따라 이미 적합한 '환경대응 차량보급촉진세제' 대상에 포함되어 자동차 취득세 및 자동차 중량세의 감면이 50%에서 75%로 증가됐다.
2011년 2월 14일에 페이스 리프트를 거쳤다. 알루미늄 휠과 전면 그릴 디자인이 변화됐고, 도금 방식이 적용된 리어 몰딩, 날카롭고 세련된 외관을 가졌으며, 에어리얼 트림은 스포티함을 더했다. 실내 시트 표면 재질이 변경되었고, 350G는 가죽과 목조가 적용된 스티어링 휠이 모든 사양에 적용됐으며, 변속기 레버 패널과 파워윈도우 스위치에 목조 장식이 적용돼 좀 더 고급스러운 실내공간을 도모했다. 또한, 에어리얼 사양에서 탑재 장비를 재검토해 가격을 낮춘 에이리얼의 저가형인 에어리얼 F 패키지(AERIAL F Package)가 추가되었다. 동시에 5인승 사양인 240 파이브 스타과 240G 사양도 에어리얼 F 패키지와 동일하게 적용됐고, 기존의 240F 사양은 단종되었다. 그리고 웰캡의 조수석 리프트 업 시트 A타입/B타입 차량에는 조수석 SRS 에어백과 능동형 헤드레스트가 탑재됐다.
2013년 12월에 후속 차종 없이 단종될 때까지 총 52,190대가 생산되었다. 3열 시트 사양은 프리우스 α가 포지션을 대신했다.

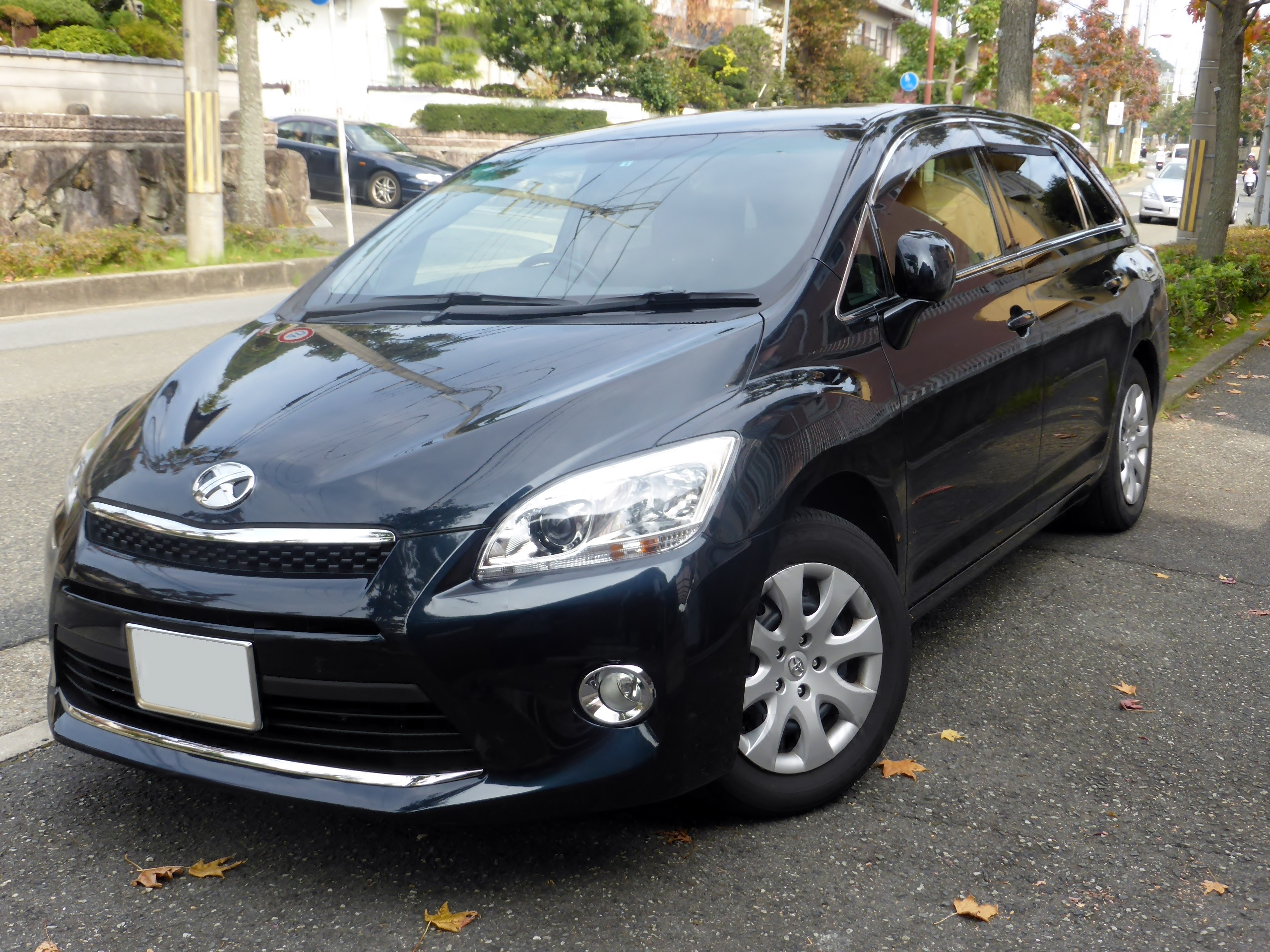
토요타 마크 X ZiO(후기형) 240 파이브 스타일 정측면
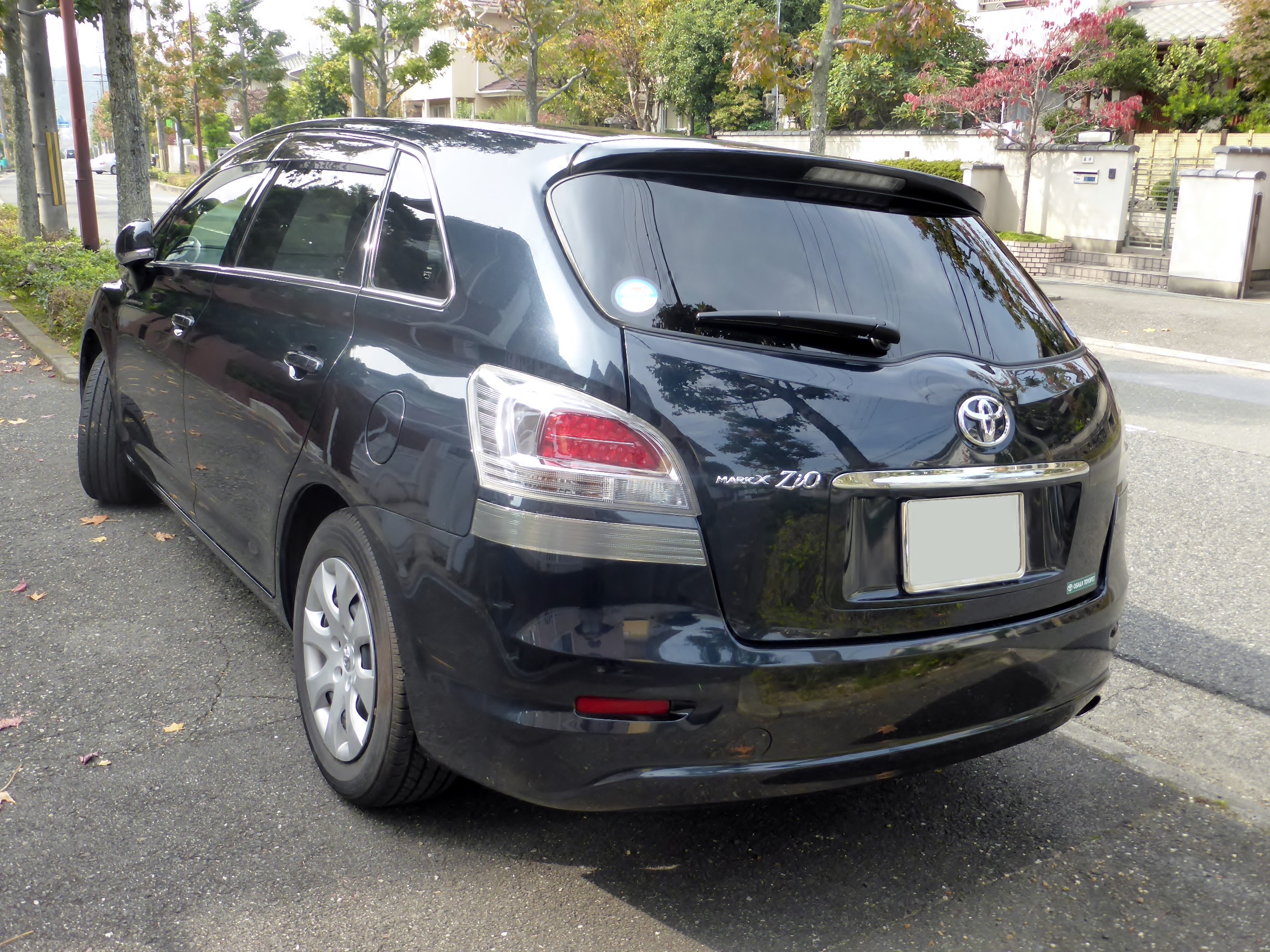
토요타 마크 X ZiO(후기형) 240 파이브 스타일 후측면
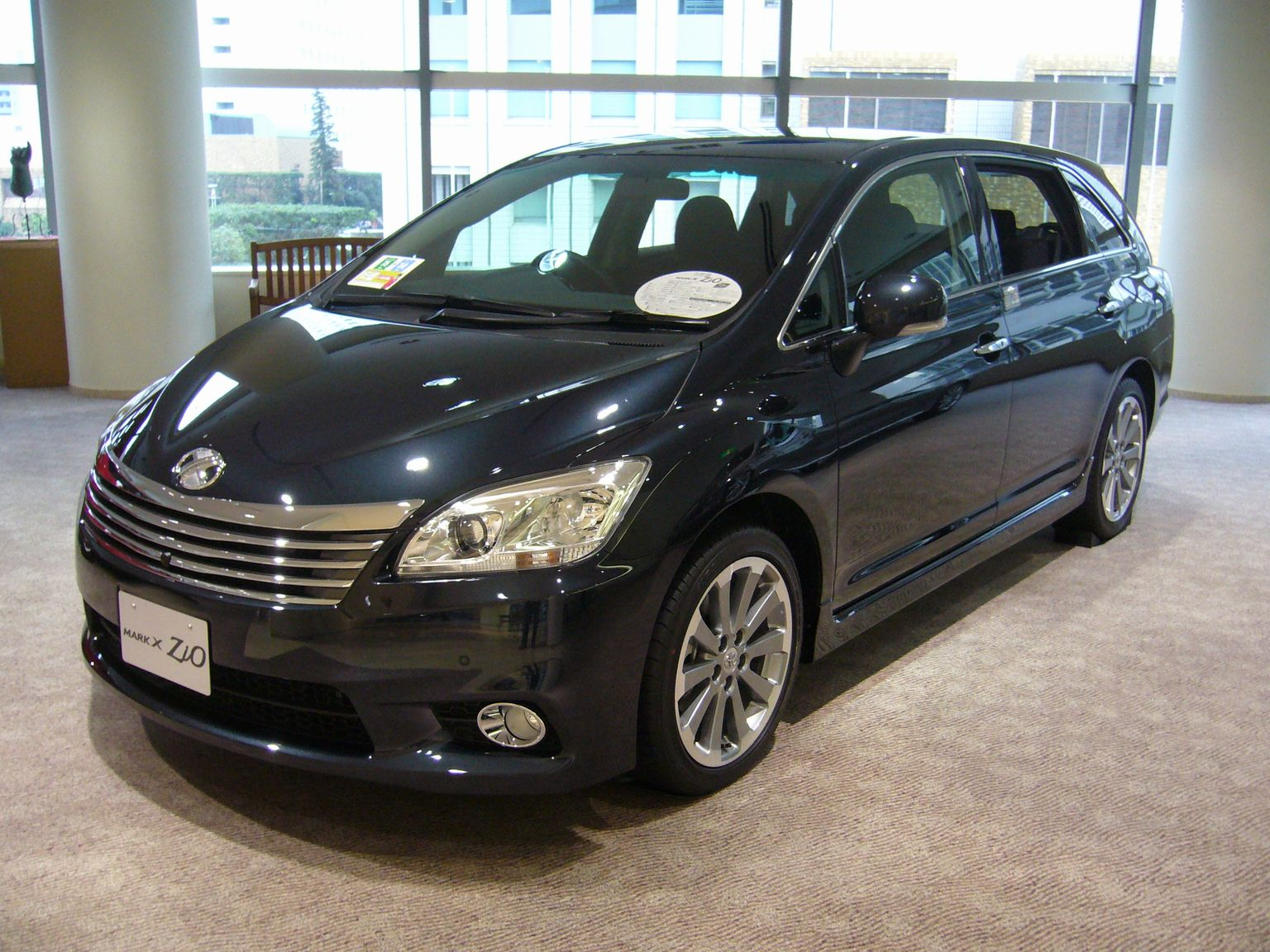
토요타 마크 X ZiO(후기형) 에이리얼 정측면
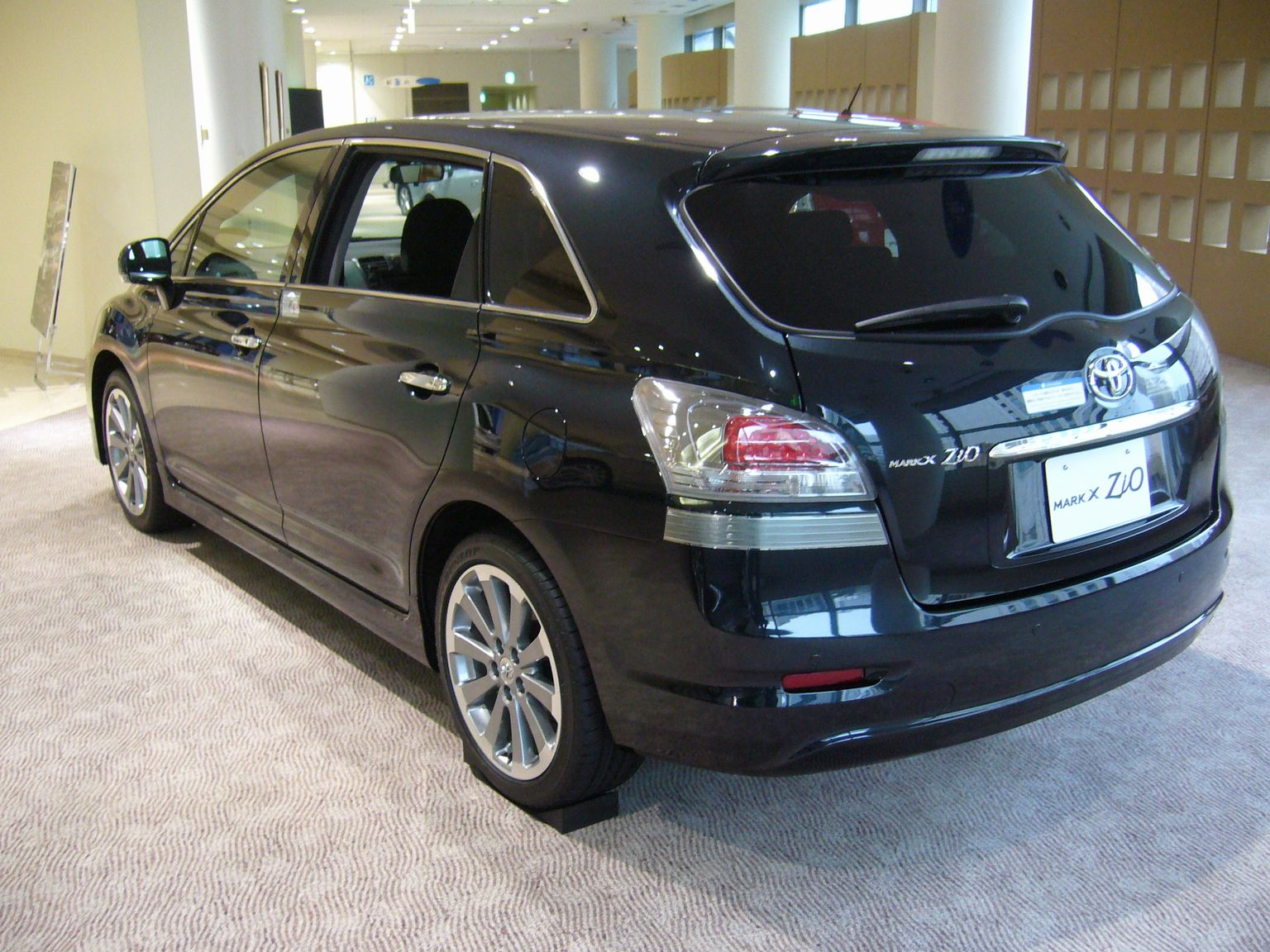
토요타 마크 X ZiO(후기형) 에이리얼 후측면

## 제원
- 전장: 4,695mm~4,705mm
- 전폭: 1,785mm
- 전고: 1,550mm
- 축거: 2,780mm
- 공차중량: 1,570kg~1,660kg
- 현가장치: 전면부는 맥퍼슨 스트럿 서스펜션, 후면부는 더블 위시본 서스펜션이 적용됨.
- 파워트레인: 2.4L 2AZ-FE형 DOHC I4 엔진, 3.5L 2GR-FE형 DOHC V6 엔진
- 변속기: CVT(2.4L), 6단 자동(3.5L)
- 승차정원: 5명/6명/7명